# Majur Donji Golubovec (Donja Stubica)
Majur Donji Golubovec je objekt u općini Donja Stubica zaštićeno kulturno dobro.

## Opis dobra
Majur je smješten sjeverno uz cestu Donja Stubica – Stubički Golubovec – Gornja Stubica, nešto zapadnije od velikog imanja Gornjeg Golubovca. Imanje se prvi put spominje 1788., a 1817. g. Maksimilijan Vrhovec pristupa opsežnoj izgradnji i imanje pretvara u gospodarski majur. Rušeći staru manju baroknu kuriju, na njenom podrumu gradi upravnu zgradu i dvije staje. Danas je sačuvan podrum barokne kurije, zapadna staja te istočno skladište. Sačuvane zgrade formiraju četverokutno dvorište zatvoreno s tri strane, a otvoreno prema cesti. Majur s očuvanim zgradama ima povijesnu i ambijentalnu vrijednost, te s obližnjim dvorcem Stubičkim Golubovcem predstavlja cjeloviti kompleks feudalnog imanja.

## Zaštita
Pod oznakom Z-2443 zavedena je kao nepokretno kulturno dobro - pojedinačno, pravna statusa zaštićena kulturnog dobra, klasificirano kao "profana graditeljska baština".